# 八爪魚號
八爪魚號（Octopus）是一隻超級巨型遊艇，微軟公司共同創辦人保羅·艾倫（Paul Allen）曾是船主，他於2018年10月15日病逝後由胞妹茱蒂·艾倫（Jody Allen）接手。此遊艇是全球最大遊艇之一，長126米，頂層可以放兩架以上直昇機，船邊附帶有一艘63呎長的小船，及一艘可乘八個人的潛艇，德國吕森造船厂生產，成本價值2億美元。
八爪魚號在2007年5月5日曾經訪問香港。
2015年3月3日，在潛水探測時於菲律賓錫布延海水下深度1,000公尺處找到了大日本帝國海軍武藏號戰艦殘骸，但詳細地點仍然待查。

## 外部連結
- 國際先驅導報: 全世界最大的私人遊艇
- 超級私人遊艇比美郵輪，章魚號，價值2.5億美元。富豪保羅·艾倫擁有。 （页面存档备份，存于）
- 創辦人艾倫的「八爪魚號」 （页面存档备份，存于）